# Екс Дистилерија (Ферара)
Екс Дистилерија је насеље у Италији у округу Ферара, региону Емилија-Ромања.
Према процени из 2011. у насељу је живело 16 становника. Насеље се налази на надморској висини од 4 м.